# カイロ地下鉄
カイロ地下鉄（アラビア語：مترو أنفاق القاهرة）はエジプト・カイロ市とその近郊の地下鉄である。アフリカにおける最古の地下鉄である。

## 概要

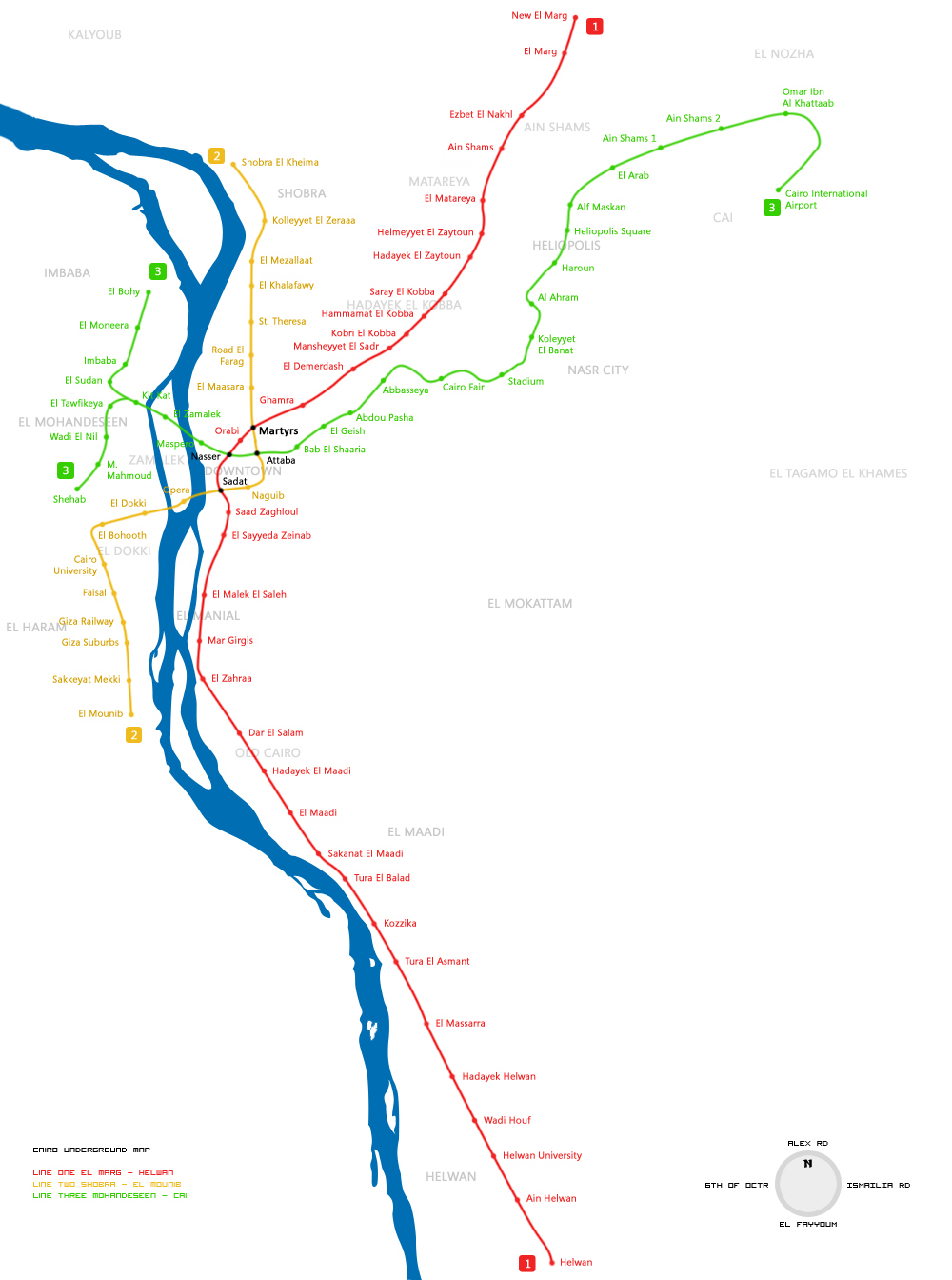
正縮尺で描かれたカイロ地下鉄路線図

貧弱な交通インフラによって危機的な状況にあった市内の渋滞を緩和するため、1982年にムバラク大統領によって計画が開始された。2012年時点で3路線が運行中で、さらに3路線が計画中。
建設はエジプト運輸省傘下のトンネル公社 (National Authority for Tunnel) が行い、管理運営はエジプト鉄道（エジプト国鉄）傘下のカイロ地下鉄公団 (Cairo Metro Organization) が行っている。
軌間は標準軌 (1435mm) 。 運賃は距離にかかわらず1エジプト・ポンド（2007年10月現在）。全ての路線に1両ないし2両の女性専用車両（夕方まで）が連結されている。女性がそれ以外の車両にも乗るのは自由である。ラッシュ時以外の運転間隔は8 - 10分程度。1日の輸送人員は240万人から300万人と言われる。

## 1号線
ヘルワーン駅 (حلوان) - 新エルマルグ駅 (المرج الجديد)
南北2つの地上鉄道を、カイロ市中心部の地下路線で接続する形態である。一般的には「1号線（الخط الأول / アル・カッタ・ル・アウワル）」と呼ばれる。全長43.5kmのうち3kmが地下であり、35ある駅のうち5駅が地下にある。地下部分は開削工法によって建設された。最高速度100km/h、ラッシュ時の運転間隔は約3.5分で、1時間あたり一方向6万人の輸送力をもつ。総工費は20億エジプト・ポンドで、フランスの技術が導入された。一部日本製車両も使われている。集電には架空電車線方式を採用。
- 1987年 - ヘルワーン駅 - ムバーラク駅 (مبارك 現・エッシュハダー/الشهداء) の28.5kmが開業。
- 1989年 - ムバーラク駅 - エルマルグ駅 (المرج) の14.5kmが開業。
- 1999年 - エルマルグ駅 - 新エルマルグ駅の1.3kmが開業。

## 2号線
ショブラ・ルヘイマ駅 (شبرا الخيمة) - エルムニーブ (المنيب)
ショブラ・ルヘイマからタハリール広場、カイロ大学を通ってギザ方面を結んでいる。この2号線の完成でカイロの地下鉄網が大幅に拡大した。アッサーダート駅 (السادات) とムバーラクで1号線と接続している。20の駅を有し、全長21.5km。また、ナイル川の地下トンネル建設は史上初である。地下部分は逆打工法によって建設された。最高速度80km/h、ラッシュ時の運転間隔は約3分で、1時間あたり一方向6万人の輸送力を有する。
日本の技術が導入されており、車両の製造は主に近畿車輛と東芝である。制御装置は東芝製VVVFインバータを採用。集電には第三軌条方式（DC 750V）を採用。
- 1996年10月 - ショブラ・ルヘイマ駅 - ムバーラク駅 の8kmが開業。
- 1998年9月 - ムバーラク駅 - アッサーダート駅 の3kmが開業。
- 1999年4月19日 - アッサーダート駅 - カイロ大学駅[補 2] (جامعة القاهرة) の5.5kmが開業（ナイル川トンネルを含む）。
- 2000年10月8日 - カイロ大学駅 - ギザ駅 の2.7kmが開業。
- 2005年1月17日 - ギザ駅 - エルムニーブ駅 の2.5kmが開業。

## 3号線
マフワル＝ロッド・ルファラグ (محور روض الفرج) - カイロ国際空港 (المطار القاهرة) 、全長約34km、31の地下駅を含め全36駅。アルキトカト駅より南へ分岐して2号線カイロ大学駅へ行く支線も建設される。
カイロ北西部のインバーバ地区からカイロ北東部のヘリオポリスを結び、さらにカイロ国際空港まで延びる予定である。2号線と同様、ナイル川の2つの支流の地下を通る。全長約34kmを5期に分けて建設される。第1期は2012年開業。第2期は最も輸送が逼迫しているエルアッバセイア駅 - アルアフラム駅である。第1期のアタバのトンネルは下水道網と交差するため計画は慎重を期して行われた。また、いくつかの地下駅には商業施設が併設される。地下部分は開削工法によって建設される。
車両の製造は主に近畿車輛と東芝である。制御装置も東芝製VVVFインバータを採用。集電には第三軌条方式（DC 750V）を採用。車両は冷房が備わる。
- 2012年2月21日 - エルアタバ駅 (العتبة) - エルアッバセイア駅 (العباسية) の4.3kmが開業[3]。
- 2014年5月7日 - エルアッバセイア駅 - アルアフラーム駅 (الأهرام) が開業。

## 計画中の路線

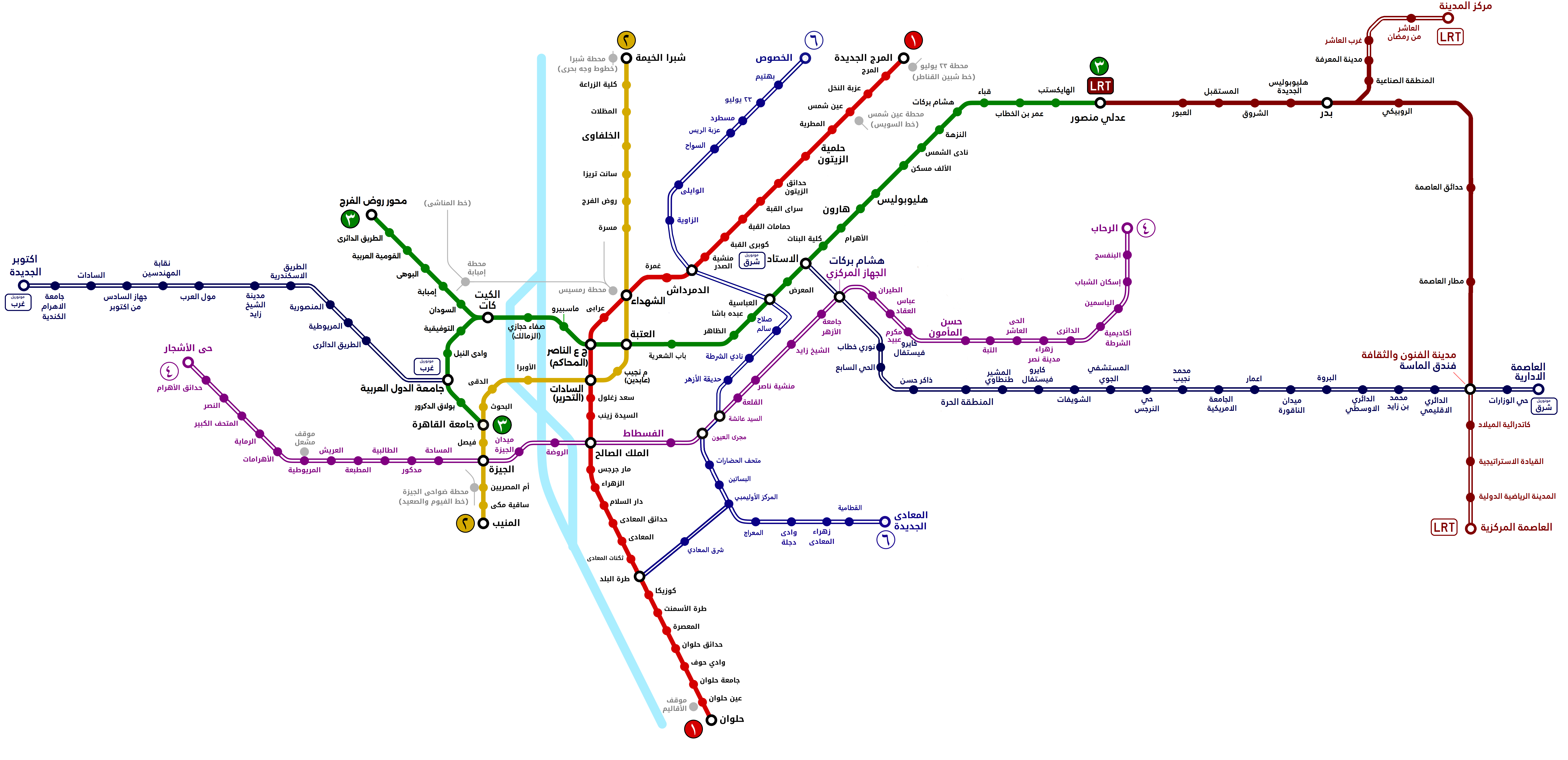
将来のグレーター・カイロの地下鉄・モノレール・LRTによる都市交通の予定図

カイロ市内の渋滞緩和のための調査は1999年まで行われ、新たに4つの路線の建設が提案された。すべての路線が完成すれば既存の鉄道およびバスに代わる大量輸送手段となり、2022年までの交通量の増加に対応できるものと期待されている。もっとも、予定通り完成するかどうかは今後の資金調達にかかっている。

### 4号線
ナセル市東部 - アル・アフラーム地区南西部
ナイル川の2つの支流の地下を通り、全長約24kmのうち大半が地下となる。
2023年4月30日、岸田文雄首相がエジプトを訪問した際、「カイロ地下鉄四号線第一期整備計画（III）」の円借款に関する書簡の交換が行われた。

### 5号線
ナセル市東部 - ポートサイド通り - ショブラ・ルヘイマ駅
1号線 - 4号線と接続する全長約20kmの半環状線。全線が地下となる。

### 6号線
ショブラ・ルヘイマ駅 - マアーディー (Maadi)
カイロ市の南北を結ぶ。全長約19kmのうち大半が地下となる。